# Giordano Orsini
Giordano Orsini (cerca de 1370 - 29 de maio de 1438) foi um cardeal italiano, Deão do Sagrado Colégio dos Cardeais e Penitenciário-mor.

## Biografia
De uma família nobre, era o segundo filho do senador Giovanni Orsini e de Bartolomea Spinelli. A família deu à igreja vários papas e cardeais. Foi Auditor da Sacra Rota Romana.
Eleito Arcebispo de Nápoles, antes de 13 de fevereiro de 1400, ocupou a Sé até sua promoção ao cardinalato.
Foi criado cardeal-presbítero de Santos Silvestre e Martinho nos Montes no consistório de 12 de junho de 1405. Ele foi um dos primeiros cardeais de usar o direito de opção quando passou para o título de São Lourenço em Dâmaso em 25 de março de 1409. Pouco tempo depois de ter participado na eleição do Papa Gregório XII, abandonou a obediência romana para de Pisa, onde trabalhou para a união da igreja com os pseudocardeais criados pelo antipapa Bento XIII. Participou do Concílio de Pisa.
Ele foi posteriormente administrador da Sé de Pécs 1409-1410 e legado do antipapa João XXIII, em Castela, Piceno e Bolonha. Promovido à sé suburbicária de Albano em 1412, ele teve um papel considerável no Concílio de Constança, onde presidiu a quinta sessão. Ele era o legado papal nomeado para estabelecer a paz entre Inglaterra e França em 1418. Volta à obediência romana. Torna-se Penitenciário-mor em 1419. Legado do Papa Martinho V na Boêmia, Hungria e Alemanha, em julgamento dos hussitas em 1426.
É nomeado Decano do Colégio dos Cardeais em 1428. Orsini optou pela suburbicária de Sabina em 14 de março de 1431. Nomeado legado do Papa Eugênio IV para abrir o Concílio de Basileia, onde defendeu os direitos do Papa contra as reivindicações do movimento conciliarista. Nomeado arcipreste da Basílica Patriarcal Vaticana de 1434 até sua morte. Ele foi enterrado em um túmulo na Basílica de São Pedro em Roma.

### Mecenas
A situação de Orsini permitiu colocá-lo em posição de ser um grande patrono das artes e durante o pontificado de Martinho V, o Cardeal de Sabina, como era chamado, tornou-se o centro de um pequeno círculo da cultura humanista que incluía Leonardo Bruni, Poggio Bracciolini, Leonardo Dati e Lorenzo Valla, que rememoraram como os eruditos se reuniam, trajando vestes de antiguidades, para discutir temas da conduta humana em termos clássicos e cristãos. Como patrono de artistas e estudiosos montou uma biblioteca que possuía 244 manuscritos, que passaram na sua morte intacta para a Biblioteca do Vaticano. Sua sede era um palácio-fortaleza coroando o "Monte Giordano", uma pequena elevação no sudeste da Ponte Sant'Angelo, que tinha sido construído no século XII pelos Roncioni e que tinha sido convertido e ampliado em um complexo palaciano por Orsini.
Por volta de 1430, Orsini construiu no palazzo uma sala teatri para seus encontros humanistas, que foi o primeiro teatro fechado permanente construído no Renascimento. Suas paredes foram pintadas com uma platéia de personagens ilustres da história, pintadas de corpo inteiro em uma cavalgada, fileira após fileira, trezentos figuras quando os afrescos foram concluídas, serpenteando o seu caminho até as paredes. Essa grande esquema foi além dos poderes dos pintores romanos, cujas habilidades e oficinas tinham diminuído durante o papado de Avinhão, quando as fontes de patrocínio foram retiradas de Roma. O cardeal voltou-se para o florentino Masolino da Panicale, então trabalhando em Roma. O jovem Paolo Uccello também desempenhou um papel na empreitada.
O círculo humanista dissolveu-se quando Giordano Orsini seguiu o Papa Eugênio IV para o exílio voluntário de Roma em 1434. Ele passou o resto de sua vida em Florença e no norte da Itália e nunca mais voltou.

## Conclaves
- Conclave de 1406 - participou da eleição do Papa Gregório XII
- Conclave de 1409 - participou da eleição do Antipapa Alexandre V
- Conclave de 1410 - participou da eleição do Antipapa João XXIII
- Conclave de 1417 - participou da eleição do Papa Martinho V
- Conclave de 1431 - participou como deão da eleição do Papa Eugênio IV